# گرت وایتس
گرت وایتس (به نروژی: Grete Waitz)‏ (۱ اکتبر ۱۹۵۳ — ۱۹ آوریل ۲۰۱۱) دونده دو ماراتن اهل نروژ بود. او ۹ بار بین سال‌های ۱۹۷۸ تا ۱۹۸۸ برنده دوی ماراتن نیویورک شد و از این نظر رکورددار است. وایتس برنده یک مدال نقره در بازی‌های المپیک تابستانی ۱۹۸۴ لس آنجلس و یک مدال طلا در ۱۹۸۳ هلسینکی هلسینکی بود. او همچنین ۵ بار قهرمانی مسابقات جهانی دو صحرانوردی را در کارنامه خود دارد.